# Danh sách sân bay bận rộn nhất Việt Nam
Thống kê cho các sân bay bận rộn nhất trong Việt Nam được cung cấp bởi Tổng công ty cảng hàng không Việt Nam (ACV) và sử dụng dữ liệu của FlightRadar về tần suất khai thác. Năm 2018, ACV đang vận hành 22 sân bay. trong đó có 10 sân bay quốc tế.

## Theo số lượt khách
| STT | Tên sân bay                  | Tỉnh                  | Thành phố             | IATA | ICAO | 2012       | 2013       | 2014       | 2015       | 2016       | 2017       | 2018          | 2019       |
| --- | ---------------------------- | --------------------- | --------------------- | ---- | ---- | ---------- | ---------- | ---------- | ---------- | ---------- | ---------- | ------------- | ---------- |
| 1   | Sân bay quốc tế Tân Sơn Nhất | Thành phố Hồ Chí Minh | Thành phố Hồ Chí Minh | SGN  | VVTS | 17.538.353 | 20.035.152 | 22.153.349 | 26.546.475 | 32.486.537 | 35.996.014 | 38.500.000    | 41.243.240 |
| 2   | Sân bay quốc tế Nội Bài      | Hà Nội                | Hà Nội                | HAN  | VVNB | 11.341.039 | 12.825.784 | 14.190.675 | 17.213.715 | 20.596.632 | 23.824.400 | 25.908.048    | 29.304.631 |
| 3   | Sân bay quốc tế Đà Nẵng      | Đà Nẵng               | Đà Nẵng               | DAD  | VVDN | 3.090.877  | 4.376.775  | 4.989.687  | 6.722.587  | 8.783.429  | 10.801.927 | 13.229.663    | 15.543.598 |
| 4   | Sân bay quốc tế Cam Ranh     | Khánh Hòa             | Cam Ranh              | CXR  | VVCR | 1.095.776  | 1.509.212  | 2.062.494  | 2.722.833  | 4.858.362  | 6.500.000  | 8.300.000     | 9.747.172  |
| 5   | Sân bay quốc tế Phú Quốc     | Kiên Giang            | Phú Quốc              | PQC  | VVPQ | 493.434    | 685.036    | 1.002.750  | 1.467.043  | 2.278.814  | 3.000.000  | 3.400.000     | 3.700.205  |
| 6   | Sân bay quốc tế Cát Bi       | Hải Phòng             | Hải Phòng             | HPH  | VVCI | 683.574    | 872.762    | 927.001    | 1.256.719  | 1.800.000  | 2.089.000  | 2.373.700     | 2.639.000  |
| 7   | Sân bay Liên Khương          | Lâm Đồng              | Đà Lạt                | DLI  | VVDL | 635.277    | 917.638    | 1.222.698  | 1.300.000  | 1.563.387  | 1.800.000  | 1.950.000     | 2.340.000  |
| 8   | Sân bay quốc tế Phú Bài      | Thừa Thiên Huế        | Huế                   | HUI  | VVPB | 673.044    | 427.582    | 1.159.499  | 1.300.000  | 1.550.000  | 1.750.000  | 1.831.000     |            |
| 9   | Sân bay quốc tế Vinh         | Nghệ An               | Vinh                  | VII  | VVVI | 387.925    | 476.438    | 675.607    | 862.164    | 1.262.513  | 1.530.000  | Không biết    |            |
| 10  | Sân bay Buôn Ma Thuột        | Đắk Lắk               | Buôn Ma Thuột         | BMV  | VVBM | 410.724    | 535.084    | 695.147    | 830.000    | 1.220.000  | Không biết | Không biết    |            |
| 11  | Sân bay Phù Cát              | Bình Định             | Quy Nhơn              | UIH  | VVPC | 236.254    | 290.832    | 420.520    | 630.935    | 1.030.000  | 1.500.000  | Không biết    |            |
| 12  | Sân bay quốc tế Cần Thơ      | Cần Thơ               | Cần Thơ               | VCA  | VVCT | 200.751    | 241.307    | 305.015    | 481.447    | 550.090    | 612.512    | 815.000       |            |
| 13  | Sân bay Pleiku               | Gia Lai               | Pleiku                | PXU  | VVPK | 319.833    | 319.994    | 300.471    | 237.564    | 797.509    | 753.784    | 720.000       |            |
| 14  | Sân bay Côn Đảo              | Bà Rịa – Vũng Tàu     | Côn Đảo               | VCS  | VVCS | 191.039    | 175.574    | 188.549    | Không biết | 294.000    | 400.000    | Không biết    |            |
| 15  | Sân bay Thọ Xuân             | Thanh Hóa             | Thanh Hóa             | THD  | VVTX | —          | 90.929     | 163.270    | 570.713    | 828.930    | 865.534    | 939.000       |            |
| 16  | Sân bay Đồng Hới             | Quảng Bình            | Đồng Hới              | VDH  | VVDH | 81.764     | 105.586    | 117.656    | 261.372    | 365.000    | 470.000    | 700.000 (ước) |            |
| 17  | Sân bay Điện Biên Phủ        | Điện Biên             | Điện Biên Phủ         | DIN  | VVDB | 73.372     | 74.272     | 81.564     | Không biết | 70.302     | 70.486     | Không biết    |            |
| 18  | Sân bay Tuy Hòa              | Phú Yên               | Tuy Hòa               | TBB  | VVTH | 62.825     | 63.103     | 64.037     | 107.843    | 326.982    | 337.000    | 403.000       |            |
| 19  | Sân bay Chu Lai              | Quảng Nam             | Tam Kỳ                | VCL  | VVCA | 53.753     | 50.974     | 40.198     | 154.549    | 553.285    | 673.000    | Không biết    |            |
| 20  | Sân bay Rạch Giá             | Kiên Giang            | Rạch Giá              | VKG  | VVRG | 60.180     | 52.409     | 33.544     | Không biết | Không biết | Không biết | Không biết    |            |
| 21  | Sân bay Cà Mau               | Cà Mau                | Cà Mau                | CAH  | VVCM | 37.995     | 34.400     | 30.698     | Không biết | Không biết | Không biết | Không biết    |            |
| 22  | Sân bay quốc tế Vân Đồn      | Quảng Ninh            | Cẩm Phả               | VDO  | VVVD | Không biết | Không biết | Không biết | Không biết | Không biết | Không biết | Không biết    |            |

Sân bay Nà Sản (tỉnh Sơn La) ngừng hoạt động từ 2004

## Theo lượng hàng hóa
Đơn vị tính: tấn
| STT | Sân bay                      | Tỉnh                  | Thành phố             | 2016       | 2017       | 2018       |
| --- | ---------------------------- | --------------------- | --------------------- | ---------- | ---------- | ---------- |
| 1   | Sân bay quốc tế Nội Bài      | Hà Nội                | Hà Nội                | 566.000    | 712.677    | Không biết |
| 2   | Sân bay quốc tế Tân Sơn Nhất | Thành phố Hồ Chí Minh | Thành phố Hồ Chí Minh | 430.627    | 566.644    | Không biết |
| 3   | Sân bay quốc tế Đà Nẵng      | Đà Nẵng               | Đà Nẵng               | Không biết | Không biết | 30.015     |
| 4   | Sân bay quốc tế Cát Bi       | Hải Phòng             | Hải Phòng             | Không biết | Không biết | 17.128     |